# Инисфил (Онтарио)
Инисфил (енгл. Innisfil) је градић у Канади у покрајини Онтарио. Према резултатима пописа 2011. у граду је живело 33.079 становника.

## Становништво
Према резултатима пописа становништва из 2011. у граду је живело 33.079 становника, што је за 6,1% више у односу на попис из 2006. када је регистровано 31.175 житеља.
| 2006.  | 2011.  |
| ------ | ------ |
| 31.175 | 33.079 |